# 贝尔韦讷
贝尔韦讷（法語：Belverne，法語發音：[bɛlvɛʁn]）是法国上索恩省的一个市镇，属于吕尔区。

## 地理
贝尔韦讷（47°37'51"N, 6°39'3"E）面积6.15 平方千米，位于法国勃艮第-弗朗什-孔泰大區上索恩省，该省份为法国东部内陆省份，北起顺时针与孚日省、贝尔福地区省、杜省、汝拉省、科多尔省和上马恩省接壤。
与贝尔韦讷接壤的市镇（或旧市镇、城区）包括：克莱尔古特、尚佩、库尔蒙、埃托邦、洛蒙、吕兹。

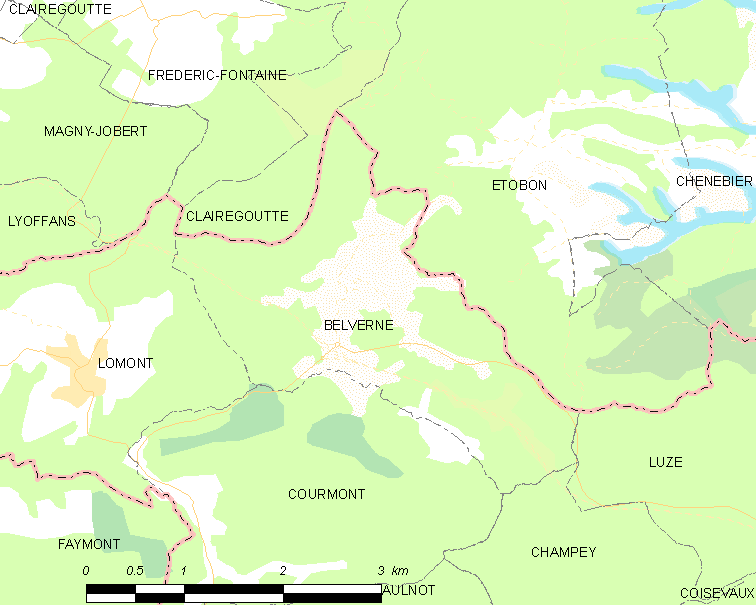
贝尔韦讷的OSM定位图

贝尔韦讷的时区为UTC+01:00、UTC+02:00（夏令时）。

## 行政
贝尔韦讷的邮政编码为70400，INSEE市镇编码为70064。

## 政治
贝尔韦讷所属的省级选区为埃里库尔第二县。

## 人口

1962-2008年间贝尔韦讷人口变化图示

贝尔韦讷于2022年1月1日时的人口数量为135人。